# Cosimo Turizio
Cosimo Turizio (ur. 5 lutego 1941 roku w Neapolu) – włoski kierowca wyścigowy.

## Kariera
Turizio rozpoczął karierę w międzynarodowych wyścigach samochodowych w 1973 roku od startów w Europejskiej Formule 2, gdzie jednak nie zdobywał punktów. W późniejszych latach Włoch pojawiał się także w stawce MG Metro Challenge Italy, Historic Monaco Grand Prix, Historycznej Formuły 1 oraz SuperSports Cup.
W Europejskiej Formule 2 Włoch startował w latach 1973-1976. Jedynie w sezonie 1974 zdobywał punkty. Z dorobkiem jednego punktu uplasował się na 22 pozycji w końcowej klasyfikacji kierowców.